# Versonnex (Ain)
Versonnex is een gemeente in het Franse departement Ain (regio Auvergne-Rhône-Alpes). De plaats maakt deel uit van het arrondissement Gex. Versonnex telde op 1 januari 2022 2.222 inwoners.

## Geografie
De oppervlakte van Versonnex bedraagt 5,89km², de bevolkingsdichtheid is 366 inwoners per km² (per 1 januari 2019).
De onderstaande kaart toont de ligging van Versonnex met de belangrijkste infrastructuur en aangrenzende gemeenten.

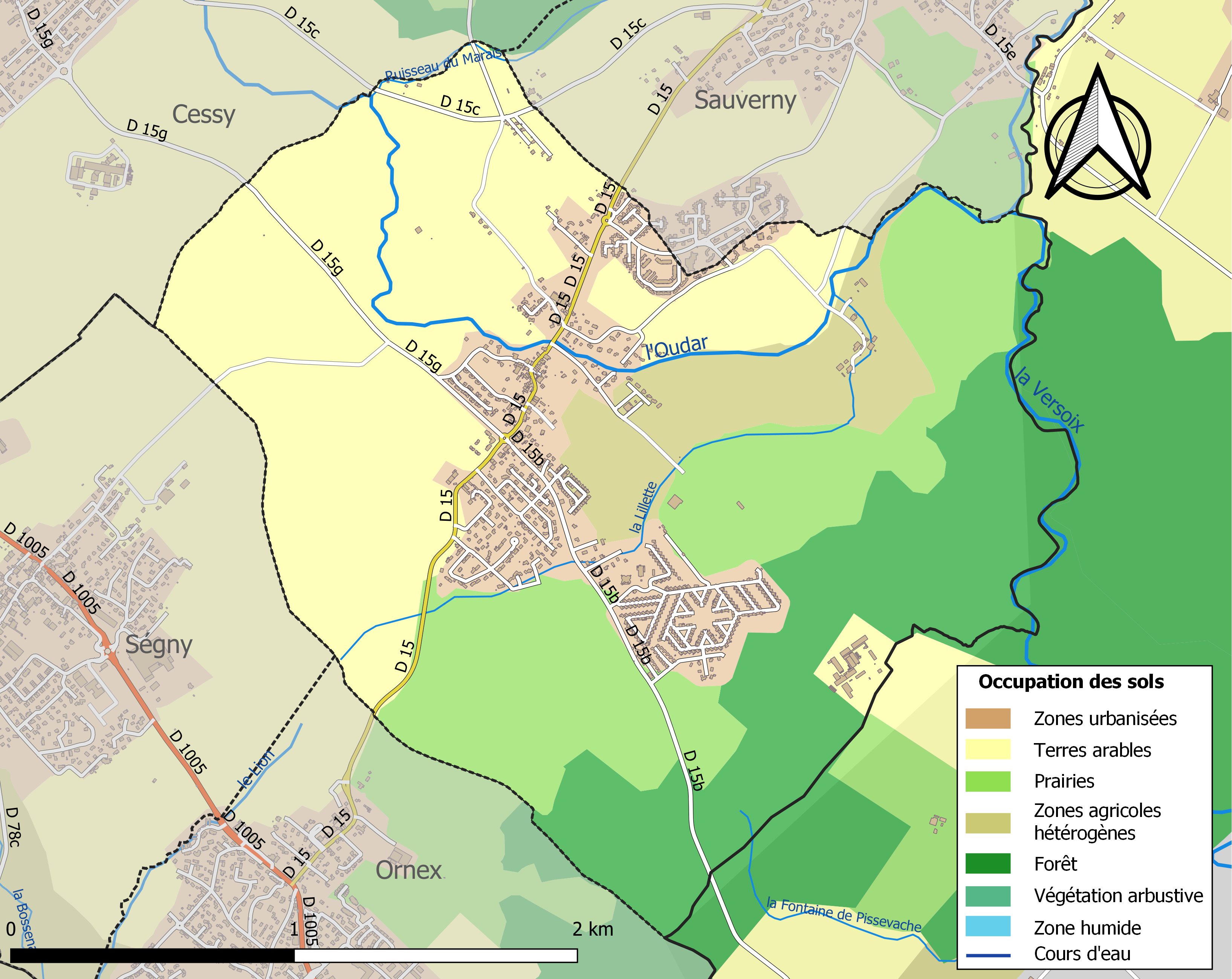

## Demografie
Onderstaande figuur toont het verloop van het inwonertal (bron: INSEE-tellingen).

Vanwege een beveiligingsprobleem met de MediaWiki Graph-software is het momenteel niet mogelijk deze grafiek weer te geven. Zodra de software is bijgewerkt zal de grafiek vanzelf weer zichtbaar worden.